# Василь Кишенський
Василь Кишенський (Кишінський) (*д/н — †1768) — військовий суддя, полковник Війська Запорозького Низового, один з лідерів «сіроми».

## Життєпис
Припускають, що народився він на початку XVIII ст. у містечку Кишенка, звідки й походить його прізвище. Відомо, що його батька звали Максим. У 1720-х роках перебрався до Олешківської Січі, де вступив до Іркліївського куреня. Після заснування Нової Січі у 1730-х роках очолював рибальські команди на приазовських косах.
Першими письмовими згадками про його діяльність стали скарги донського отамана Данила Єфремова влітку 1743 року, коли Кишенського призначили першим полковником Кальміуської паланки, який став захищати запорозькі поселення від нападів донських козаків. А згодом сам став нападати на останніх, зокрема вигнав донських рибалок з міжріччя Міусу і Берди. За цим прибув до Черкаська (столиці війська Донського), де закликав усіх запорожців під своє командування. У відповідь Д. Єфремов наказав арештувати Кишенського, але невдовзі звільнив, заборонивши натомість з'являтися у Черкаську. Кишенський і далі не допускав донських козаків до рибної ловлі в північно-східному Приазов'ї, а також відправляв рибалок до Єйської коси, де вступив уже у протиріччя з ногайцями, які стали скаржитися Селім Ґераю, кубанському сераскеру. Лише у 1745 році Кишенського відкликали до Січі.
З 1 січня по 24 червня 1747 року був полковником Самарської паланки. В цей час полковник Кишенський був викликаний до Бахмутської слідчої комісії прейзусом Ф. Резановим за позовом на нього донського козака О. Каршина. Через відсутність позивача Кишенського відпустили з Бахмута, а подальша доля цієї справи невідома. Водночас підтримував напади на мешканців Старосамарської сотні, здійснивши 34 напади, що більше, аніж за всі попередні 9 років разом. Також відзначився Кишенський за свого урядування у Самарі забороною російській військовій команді повернути втікачів, що осіли хуторами в межах Самарського полку. 1749 року був депутатом Брацлавської прикордонної комісії, що визначала кордони з Річчю Посполитою.
У 1750 і 1753 роках обирається військовим суддею. В цей час він активно торгував на уманському та сорочинському ярмарках, брав участь у значних фінансових операціях, кредитував підприємців та сіромах. 1754 року стає депутатом Комісії з Кримом, що визначала суперечності на кордоні з Кримським ханством.
1756 року спільно з Федором Шкурою, Менським курінним отаманом, очолив виступи проти кошового Григорія Лантуха, який за підтримки гетьмана Кирила Розумовського, намагався скасувати виборність козацької старшини на Запоріжжі. В результаті Лантуха вдалося позбавити посади, Шкура став кошовим, а Кишенський — військовим суддею.
Був прихильником підтримки гайдамаків на Правобережній Україні, внаслідок чого активно виступав у 1761 і 1763 роках проти кошового отамана Григорія Лантуха, що проводив помірковану політику.
1768 року став одним з організаторів повстання запорожців проти кошового Петра Калнишевського. Загинув під час придушення повстання.